# Heteroconis monserrati
Heteroconis monserrati är en insektsart som beskrevs av György Sziráki 2001. Heteroconis monserrati ingår i släktet Heteroconis och familjen vaxsländor. Inga underarter finns listade i Catalogue of Life.